# Barrabases
Barrabases fue una serie de historieta chilena, protagonizada por un equipo de fútbol infantil homónimo, creada por Guido Vallejos en 1953. Su nombre proviene de la palabra Barrabás, ya que eran niños traviesos. Fue el primer cómic deportivo infantil en la historia y uno de los más populares del cómic chileno, donde varios clubes de fútbol llevan su nombre.

## Antecedentes
El autor se inspiró en los sucesos de los partidos que veía desde niño en el Estadio Zambrano, vecino a su casa en la comuna de Quinta Normal en la ciudad de Santiago. En 1945 comenzó a hacer una historieta llamada El Cometa, sobre un equipo de fútbol infantil homónimo, que eran unas láminas de cuatro páginas dibujadas con tinta china y coloreadas con acuarela, que circulaba entre sus amigos del barrio y compañeros del Liceo Miguel Luis Amunátegui.

Como yo era muy negado para el fútbol, me salía más fácil dibujarlo.
Guido Vallejos.

Los jugadores eran los mismos, salvo Ciriaco, que desapareció para dar paso a Guatón y Flauta por Mono, hubo ciertos cambios en la apariencia física de algunos protagonistas. En 1953 financió los clichés y la impresión del primer número de Barrabases.

## Trayectoria editorial

### Primera época: 1954-1963
El primer número de Barrabases salió a la venta el 26 de agosto de 1954, con doce mil ejemplares, que se agotaron casi inmediatamente. Luego fue comprada por la editorial Zig-Zag, que lanzó 181 números hasta 1963 inicialmente en blanco y negro con periodicidad quincenal. Posteriormente pasó a ser publicada semanalmente y ya en 1962 se imprimía en cuatro colores e incluía una fotonovela. Es en esta época la historieta pasó a ser una revista, pues aparte de la serie homónima, incluía columnas, reportajes, relatos deportivos, cuentos deportivos, y clases de fútbol.
Con sus nuevos de contenidos, la revista tenía como reporteros y columnistas a reconocidos periodistas chilenos de la época tales como Carlos Barahona, Julio Martínez y Máximo Clavería. Asimismo, con el paso del tiempo se incluyeron otras historietas.
| Aparición | Números | Título                         | Autoría        |
| --------- | ------- | ------------------------------ | -------------- |
| 1954      |         | Bocinita el as del volante     | Guido Vallejos |
| 1954      |         | Hurgando el deporte            | Leo            |
| 1954      |         | Pituto                         | Nato           |
| 1955      |         | Primicio un cronista deportivo | Leo            |
| 1955      |         | Candado, el arquero            | Leo            |
| 1955      |         | Castañita el boxeador          | Leo            |
| 1955      |         | Don Pitín                      | Lugoze         |
| 1955      |         | Fanatincha                     | Nato           |
| 1956      |         | Nick Obre                      | Themo Lobos    |
| 1956      |         | Cucufato                       | Themo Lobos    |
| 1956      |         | Paquetito, el peso pesadito    | Lugoze         |
| 1956      |         | Ñeclito                        | Themo Lobos    |
| 1956      |         | Cicleto                        | Themo Lobos    |
| 1956      |         | Máximo Chambónez               | Themo Lobos    |
| 1956      |         | Boxito                         | Themo Lobos    |
| 1957      |         | Maco y Maca                    | Leo            |
| 1957      |         | Locutín                        | Vicar          |
| 1960      |         | El Profe Hipo                  | Guido Vallejos |

Destacaría también las historietas serias: Hurgando el deporte de Leoncio Lópes (Leo) una serie en donde se narrarían episodios de la historia deportiva mundial (como la fundación de la FIFA o el primer mundial de fútbol) e historietas independientes del argentino Ángel Muniz, sobre el boxeo, básquetbol, etc.
Además de estos cómics también se editarían personajes que no tenían tema deportivo (como Nick Obre y Maco y Maca), y también se publicarían en la revista durante esta época tres historietas extranjeras de la Editorial Novaro (Las Urracas Parlanchinas, el Conejo de la Suerte y Oswald), publicadas en diferentes etapas.

### Segunda época: 1970-1973
Su segunda época fue con la Editorial Quimantú. En esta época la historieta central ya era producida en equipo, dejando Guido Vallejos el rol de dibujante para dedicarse solo a los guiones, pero tampoco en todos los números tendría participación creativa. Por esto, las historietas dejaría de tener su misma fama, sobre todo las en que Vallejos ni siquiera guionizaba, las ventas bajaron y la revista saldría del mercado por unos meses. Un nuevo personaje en esta etapa sería Velocín el Niño a Chorro de Nato.

### Tercera época: 1974-1980
La empresa estadounidense Editorial América adquirió la revista Barrabases y en esta época la revista ya era famosa en Chile, en América Latina y en los Estados Unidos. Guido Vallejos regresó a ser dibujante y guionista, aunque desde esta época solo en la revista aparecería la historieta de Barrabases, dejando de aparecer otras secciones y cómics de otros autores.

### Cuarta época: 1989-2011
Tras diez años fuera del mercado, Guido Vallejos anunció el regreso de Barrabases a los kioscos. En su última época, su único dibujante y guionista fue el mismo Guido Vallejos, pues trabajaba sin equipo. Sin embargo, curiosamente el estilo de dibujo fue mutando con los años, pasando de una apariencia similar a la de la tercera época (es decir, americanizada) a principios de la década, hacia dibujos grotescos y terroríficos entre los años 1996 y 1999, probablemente influido por las series infantiles de moda en esa época, tipo La Vaca y el Pollito o Ren y Stimpy.
Cabe destacar que su circulación quincenal solo sería hasta el año 1998, y desde entonces la revista se publicaría de forma irregular y con largos lapsos de tiempo (por ejemplo, en 2004 y 2006 sólo se publicaron cuatro números por año) hasta su fin en octubre de 2006. Los números de 2006 ya no se imprimían en el papel antiguo de historieta sino en papel couché, y estaban dibujadas con ayuda de computador, a juzgar por el coloreado y las fuentes de texto.
En 2010, con motivo de la participación de Chile en la Copa Mundial de Fútbol de 2010, salieron veinticuatro libros dobles recopilatorios de algunas de sus mejores historias, volviendo momentáneamente a los kioscos. Debido al gran éxito de los tomos recopilatorios y con motivo de la participación de Chile en la Copa América de Argentina, en junio de 2011 comenzó el lanzamiento de doce libros con nuevas historias, continuando con el cómic. Estas historias nuevamente tenían apoyo digital y algunas se veían pixeladas, pero ello no evitó que se hicieran planes de publicar nuevamente Barrabases durante el año 2012. Sin embargo, tras el escándalo que involucró a su autor y su posterior fallecimiento, pasaron varios años más sin que se conociera nada inédito del cómic.

## Argumento
La historia se sitúa en la ficticia ciudad de Villa Feliz (ubicada en algún desconocido lugar de Chile) y se centra en un grupo de adolescentes de un equipo de fútbol infantil-juvenil, que siempre se enfrenta a distintos rivales y que, por lo general, gana. Las historias son sencillas y en ocasiones un poco más profundas, tratando siempre de dejar como enseñanza el nunca darse por vencido y el tener un gran espíritu deportivo. Barrabases tiene además grandes momentos humorísticos, los que muchas veces incluyen graciosas menciones o parodias a personajes, equipos y/o sucesos de Chile y el Mundo.
Muchas veces, el cuadro de Barrabases ha representado con éxito a Chile como la selección nacional. Algunos de sus logros son la Copa Libertadores 1979 y 2004, Copas América de 1991, 1993 y 1999, y los Mundiales de 1958, 1994 y 2006.

## Personajes

### Equipo
Este es el plantel de Barrabases, el cual incluye a los jugadores de la reserva:
1
5
4
3
2
6
8
10
11
7
9

### Cuerpo Técnico
- Director Técnico y Presidente: Mr. Pipa.
- Preparador Físico y Ayudante de Campo: Profe Ñeque.
- Médico: Dr. Serrucho.
- Utilero y Masajista: Cacharro.
- Mascotas: Perro "Rasca" y su madre "Brigitte"
- Dueño del Restaurante y benefactor del Club: Don Pepe.
- Benefactor del Club: Sr. Ricachón.
- Tesorero: Pepito Sacacuentas.

### Otros Personajes
- Comentaristas: Pancho Matraca (relator), Tato Plumilla (comentarista) y Cegatini (informador de cancha. Todos trabajadores de Radio La Cebolla).
- Voz Comercial: Boca de Tarro.
- Seguridad del Estadio: Sargento Matamala y Cabo Manguera.
- Policía: Comisario Soto.
- Canchero: Chupilco.
- Administrador del Estadio: Don Filomeno.
- Reparaciones Estadio: Mentolatum.
- Vendedor: Lipiria.
- Representante de Jugadores: Che Bombacha.

### Exjugadores de Barrabases
- Colador - Portero
- Juan Carlos Copete - Defensa
- Cucarro - Defensa
- Pánfilo - Defensa
- Maleta de Gásfiter - Defensa
- Fideíto - Centrocampista
- Pedrito - Centrocampista
- Cháchara - Delantero
- Motoneta - Delantero
- Mateo - Delantero

### Personajes rivales
- Garrocha: Arquero de 2,00 metros de Los Rajadiablos.
- Chumita: Jugador estrella del Puchas Diego, Chumita es un gran jugador que tiene un nivel superlativo al jugar con sus ojotas. Miembro del plantel que ganó la Copa América de 1991.
- Burro: Exjugador de Barrabases, Burro perdió el puesto ante Pirulete, por lo que se fue del cuadro rojo, a pesar del amor que le tenía. Por esto, guarda gran resentimiento ante Pirulete y Mr. Pipa. Formó parte del plantel que ganó la Copa América de 1991.
- Cañoncito: Delantero estrella del Atlético Cañones que posee una formidable pegada. Formó parte del plantel que ganó la Copa América de 1991.
- Pata Loca: Delantero del Dinamita Juniors, Pata Loca es un jugador reconocido por un tiro impredecible. Formó parte del plantel que ganó la Copa América de 1991.
- Candado: Arquero invencible del Unión Chuteadores. Formó parte del plantel que ganó la Copa América de 1991.
- Puntete: Delantero goleador del Chiflón.
- Mateo: Superdotado, es el estudiante más inteligente de Villa Feliz. Prueba jugar al fútbol, reemplazando a Pelao en el cuadro de Barrabases. Formó parte del plantel que ganó la Copa América de 1991.
- Lindo: Arquero de Los Tigres. Formó parte del plantel que ganó la Copa América de 1991.
- Caldo de Guata: Estrella de Los Tigres. Formó parte del plantel que ganó la Copa América de 1991.
- Cocoa: Delantero de Camerún Panteiras, conocido a nivel mundial por su habilidad para dominar el balón.
- Traguilla: Volante de Los Dragones Verdes, conocido por su egoísmo al jugar fútbol y su alocado amor a las pelotas. Formó parte del plantel que ganó la Copa América de 1991.
- Señor Chuflay: Presidente de la federación de Fútbol.
- Mil Caras: Delincuente conocido por su gran habilidad para disfrazarse de otros personajes.
- Paco: Habilidoso Volante de Los Misiles, quien conforma junto a Palmatoria (cuando este es cedido a su equipo) una de las mejores duplas de la historieta.
- Abuela Pipa: Madre de Mr. Pipa.
- Papá Pirulete: Padre de Pirulete.
- Papá Palmatoria: Padre de Palmatoria, siempre le pide minutos a Mr. Pipa para su hijo.
- Perico Sacapecho: Defensa central de Los Cochinos, conocido por su juego violento.
- Mr. Mapocho: Con 14 años, es el árbitro más joven del mundo.

### Equipos rivales
- Rajadiablos: El archirrival de Barrabases. Por más que hayan jugado pocas veces, por lo menos en la cuarta época, históricamente siempre han sido enemigos. Además, dentro de sus filas encontramos 3 personajes que también son clásicos de la revista: Vazquito, Chupete y su Director Técnico Pata de Palo. El primer enfrentamiento data del número 6 de la primera época. Ahora, en donde más se nota que es un clásico, al estilo de los universitarios de la década del 60, es en la tercera época (número 9). Ya en la cuarta época se enfrentan en apenas dos ocasiones (38 y 139) en donde el partido pasa a segundo plano, y además los temas principales son otros. Rajadiablos nunca ha logrado ganarle un partido a Barrabases.

- Los Valientes: Rival menor del cuadro barrabasino. Este equipo se repite varias veces en la revista, y además su estadio, con capacidad para 80 mil personas y con marcador electrónico, fue subsede en la Copa América 91. En la tercera época aparecen como rivales en una final (número 10) y en la cuarta juegan solo tres veces con Barrabases (7, 130, 143). Hay que decir que, a diferencia de los Rajadiablos, Los Valientes es un equipo poderoso, y en las estadísticas están más o menos parejos. Figuras, realmente no se repiten. En un número puede jugar un equipo muy distinto, al de otro número. Quizás el momento más álgido de la rivalidad es cuando Pirulete juega dos semanas por este cuadro durante la saga de 3 números "El Proceso" (4° época), logrando ganarle un partido al mismo Barrabases en Villa Feliz.
- Atlético Cañones: Equipo de Villa Cañón, comandado por los Mellizos Peralta (Entrenador uno y Presidente el otro) es otro de los grandes rivales de Barrabases. El primer duelo data de 1954 (primera época). En partidos de ida y vuelta, el primero lo gana Atlético y el segundo Barrabases. Aquel duelo tendría su reedición en la tercera época (5). Ya en la cuarta, Atlético se repite el plato en tres ocasiones (8, 47, 158) enfrentando a Barrabases. En todos, perdería, a pesar de que su máxima figura, Cañoncito, dejaría con graves daños al estadio de Villa Feliz.
- Misión Imposible: Rival del cuadro Barrabasino en la Copa Libertadores 1979. Equipo fuerte y muy ordenado, casi perfecto, que derrotó a Nacional y casi le gana a Peñarol, nada menos que en el Centenario. Además, este equipo quedó con sed de venganza luego de que Pirulete lesionara de los dientes a dos de sus centrales. De sus figuras, podemos destacar al brasileño Caníbal y al delantero Kojack.
- Argentinos Gritones: Es el clásico rival internacional de Barrabases. Solo han jugado amistosos, pero sus partidos siempre son muy calientes, y con muchos goles. En 1978, Argentinos Gritones vino a Chile, llevando a cuestas el título del Mundial 1978. Se enfrentó en un triangular con el Taca Taca de Chile y Barrabases (2 y 3, t.e). La segunda visita fue en la celebración de los 40 años de Barrabases, en 1994 (120). Esta vez, era Barrabases, representando a Chile, el dueño de la Copa del Mundo. En el equipo de 1978, se destaca Kempito, y en del 94, Guarango.